# Paula Szembek
Paula Anna Szembek, księżna, herbu własnego Szembek (chrzest 13 lutego 1737 w Minodze k. Olkusza, zm. 20 stycznia 1798 w Guzowie) – pochodziła ze spolonizowanej w XVI w. tyrolskiej rodziny Schönbachów. Była córką Marka (generała koronnego) i Jadwigi z Rudnickich. Miała trzy związki, będąc dwukrotnie owdowiałą we wczesnym wieku, a wdową trzeci raz w 1787 r. Kolejnie była: Paula Łubieńska, Paula Potocka, starościna guzowska i Paula Ogińska. Starościną guzowską była od momentu drugiego małżeństwa, praktycznie do śmierci.

## Związki i dzieci
Wychowała czworo dzieci, z tego jedną córkę, Józefę Zofię z Ogińskich (primo voto za Ignacym Ogińskim secundo voto za Janem Nikodemem Łopacińskim), oraz trzech wybitnych synów, związanych z Guzowem, każdego z innym mężem:
- Z Celestynem Łubieńskim (zm. 1759), hr. Feliks Franciszek Łubieński (1758–1848), polski działacz polityczny, prawnik, hrabia pruski od 1798 roku, starosta nakielski, rotmistrz wojsk koronnych 1789–1792, członek Zgromadzenia Przyjaciół Konstytucji Rządowej, Minister sprawiedliwości za czasów Kongresówki, właściciel majątku w Guzowie[1][3][4].
- Z Janem Prosperem Potockim (zm. 1761), Antoni Protazy Potocki (1761–1801), jeden z pionierów polskiego kapitalizmu w epoce stanisławowskiej, członek Zgromadzenia Przyjaciół Konstytucji Rządowej, m.in. starosta kijowski oraz starosta guzowski[5].
- Z Andrzejem Ogińskim (1740–1787), Michał Kleofas Ogiński (1765–1833) urodzony w Guzowie, polski kompozytor i teoretyk muzyki, pamiętnikarz, pisarz polityczny, podskarbi wielki litewski, senator rosyjski, członek konfederacji targowickiej, członek konfederacji grodzieńskiej 1793 roku, uczestnik insurekcji kościuszkowskiej (na Litwie w 1794), konspirator niepodległościowy (po 1795), działacz emigracyjny, mason, kawaler maltański, poseł nadzwyczajny i minister pełnomocny Rzeczypospolitej w Republice Zjednoczonych Prowincji w latach 1790–1791[6].

Po trzecim rozbiorze, namiestnik pruski, Karl Georg von Hoym otrzymał starostwo guzowskie, lecz wyraził zgodę na sprzedanie dóbr ich dotychczasowej właścicielce, Pauli wtedy Ogińskiej, matce Feliksa Łubieńskiego. Tymczasem za wstawiennictwem króla pruskiego Feliks zamienił z Karolem von Hoymem swoje majątki Kalinowa i Szczytniki na dobra guzowskie oraz uzyskał starostwo guzowskie i przeniósł się z Kalinowej do Guzowa, gdzie ostatecznie, na stałe osiadł w 1823 r.
Paula Ogińska zmarła w 1798, w wieku lat 61, najprawdopodobniej w Guzowie, u najstarszego syna, i została pochowana w pobliskim barokowym kościele w Miedniewicach.

## Synowie

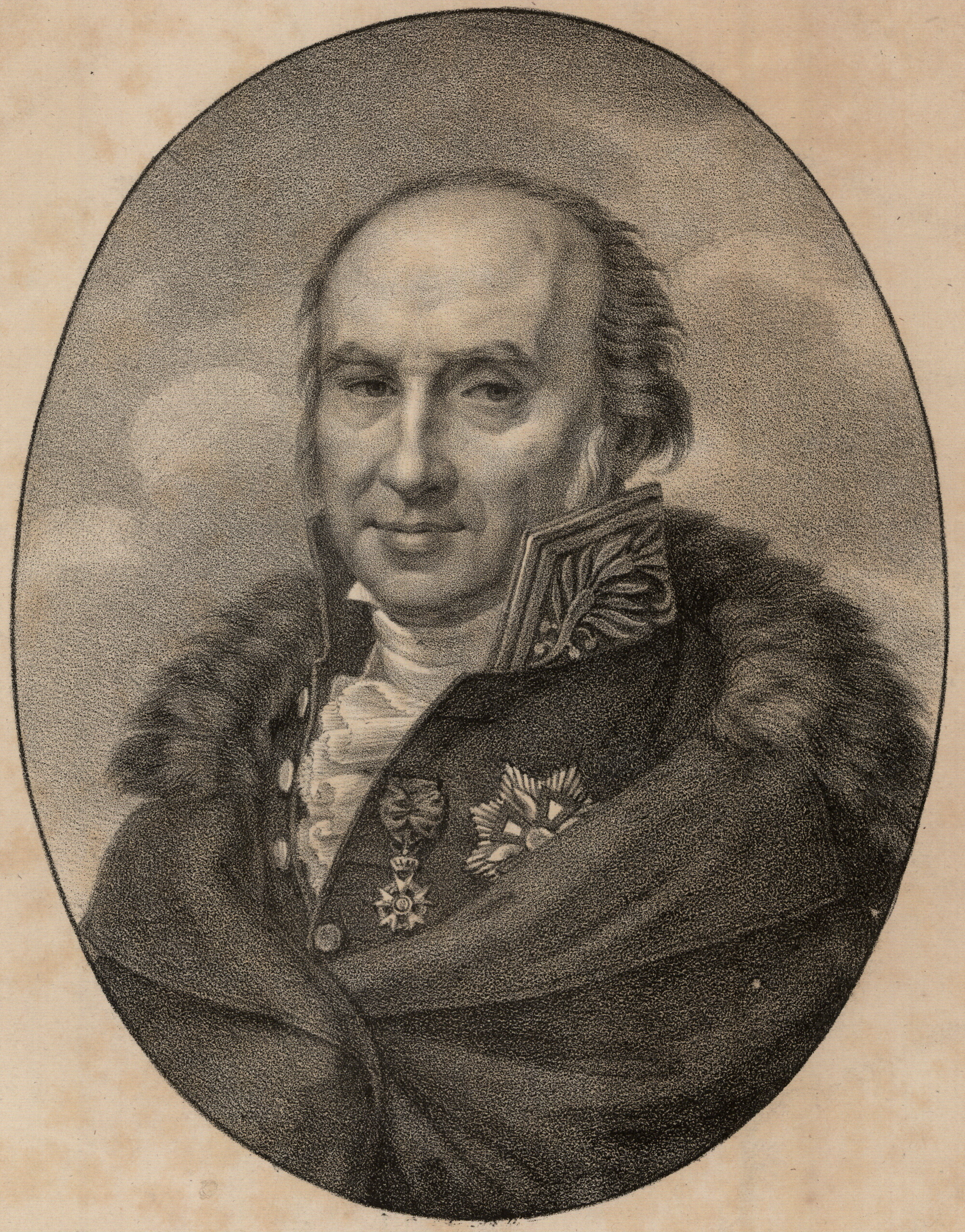
Feliks Lubienski – litografia Józefa Sonntaga
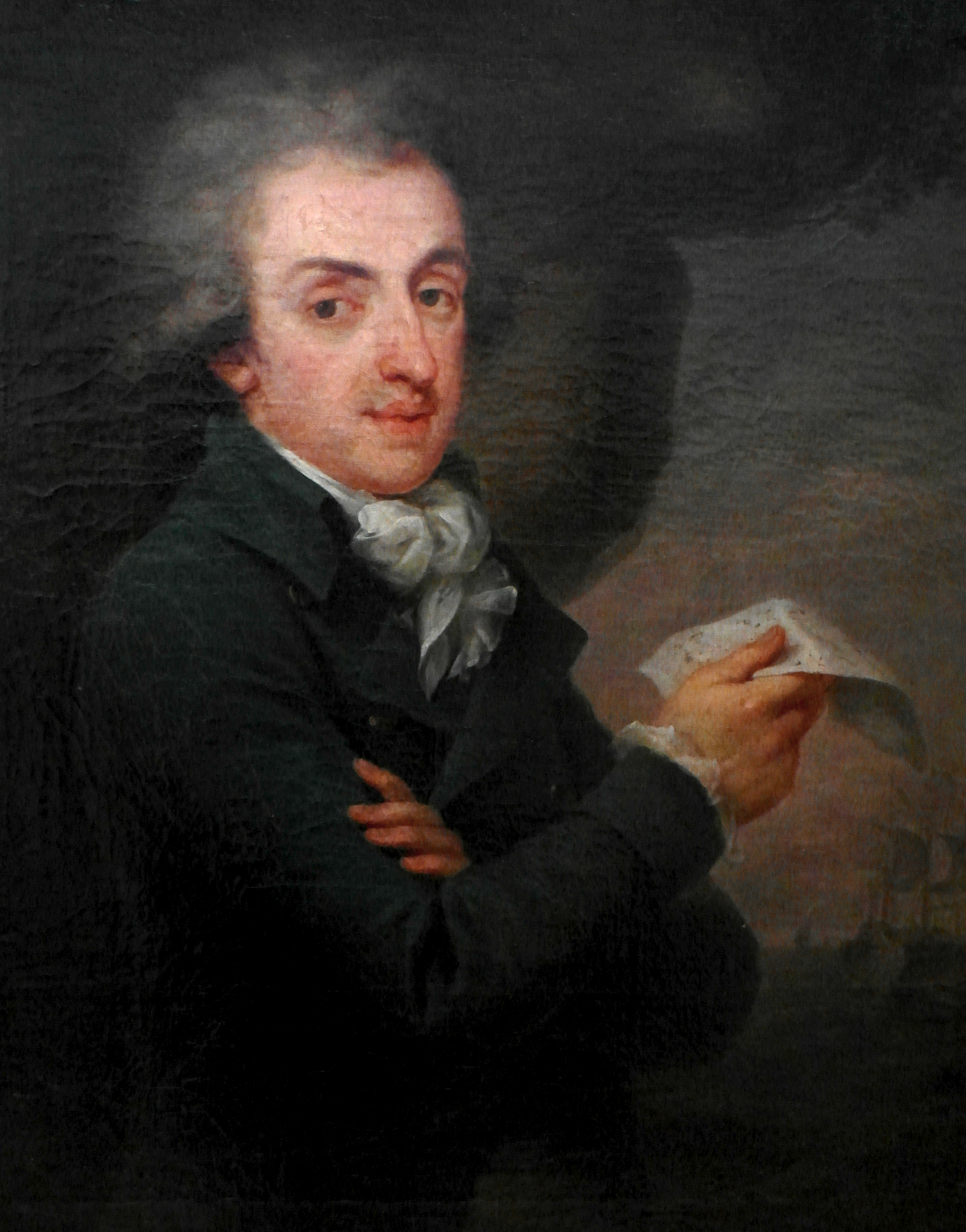
Prot Potocki w portrecie Józefa Grassiego
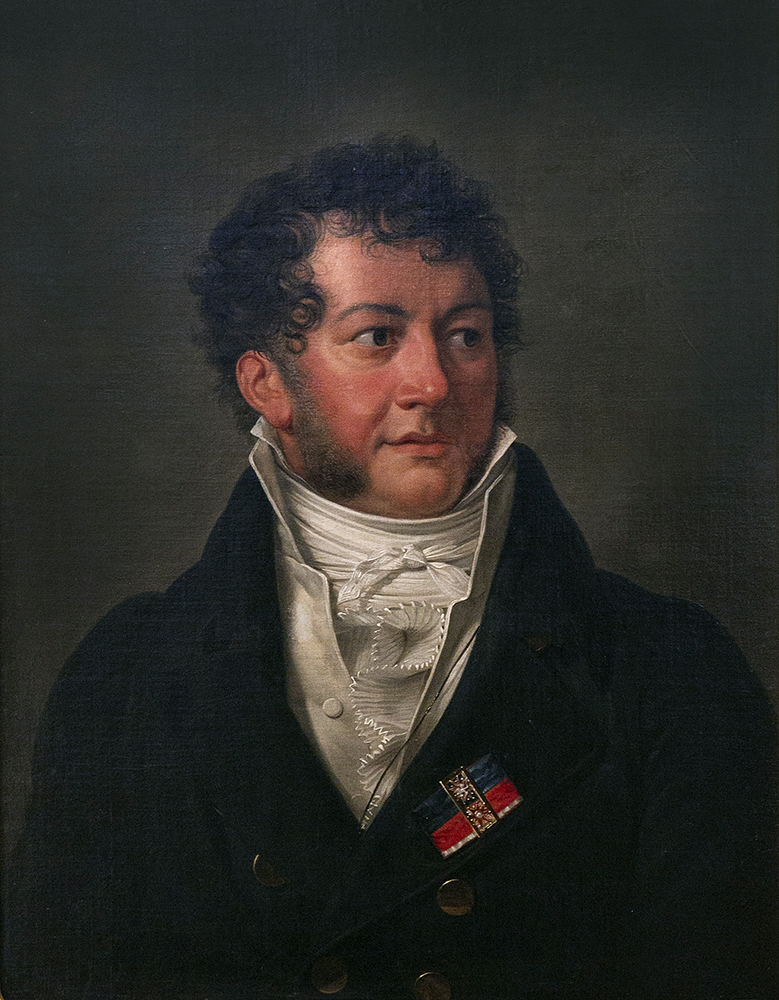
Michał Kleofas Ogiński – portret Fabrea